# 러셀 법정

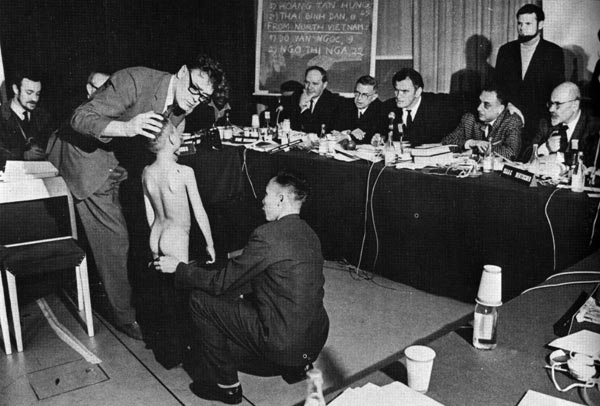
네이팜탄 부상을 당한 9세의 도 반 응옥을 살피는 러셀 법정

러셀 법정은 1966년 영국의 철학자 버트런드 러셀이 베트남 전쟁에서 일어난 전쟁범죄를 고발할 목적으로 주최한 사설 모의법정이다. 장폴 사르트르를 비롯한 레일로 바소, 켄 코트, 랄프 쇠만, 훌리오 코르타사르 등의 당대 지성이 함께 참여하였다. 러셀-샤르트르 국제전쟁범죄법정, 러셀-사르트르 법정 또는 스톡홀름 법정이라고도 불린다. 러셀 법정은 1954년 디엔비엔푸 전투의 프랑스 패배 이후 베트남에 개입한 미국의 외교 정책과 군사 개입을 조사하고 평가 했다. 러셀 법정은 모의법정이기 때문에 법적 구속력을 발휘할 수는 없었다.
러셀은 이 법정의 설립을 다음과 같이 정당화했다.
 만약 이러한 행동과 조약 위반이 범죄라면, 미국의 행위도 범죄이고 독일의 행위도 범죄이다. 우리는 우리에게 호소된 사안들을 범죄로서 기소할 법률을 세워 놓을 준비가 되어 있지 않다.
— 뉘렌베르크 전쟁 범죄 법정 검사 대표 로버트 H. 잭슨

법정은 1966년 11월에 구성되었으며 1967년 스웨덴의 스톡홀름과 덴마크의 로스킬데에서 두 차례에 걸쳐 진행되었다. 그 보다 앞서 러셀은 《베트남 전쟁 범죄》를 출간하여 무력 충돌 중 일어난 전쟁 범죄를 폭로하고 이에 대한 조사 기관 설치를 주장한 바 있다. 미국은 이 법정의 활동을 무시하였다.
러셀 법정은 이후 국제적인 반인도적 사건에 대한 국제적인 주의를 촉구하는 모형으로 사용되었다. 예를 들어, 라틴 아메리카 여러 나라에서 이루어진 군사 독재에 관한 고발, 이라크, 팔레스타인과 같은 분쟁 지역의 인권 침해에 대한 폭로 등이 법정의 형태를 빌려 이루어졌다.
대한민국에서는 베트남전쟁 시기 한국군에 의한 민간인 학살 진상규명을 위한 시민평화법정이 같은 형태로 열린 바 있다.

## 유래와 조직
러셀 법정의 공식 명칭은 "국제 전쟁범죄 법정"으로 18개 국가의 대표들이 두 세션으로 구성된 범정에 참여하였다. 법정 위원회는 25 명의 널리 알려진 인물들로 구성되어 있었는데 대개 좌파적 성향을 보이는 평화운동가들이었지만, 이들 가운데 다수는 노벨상, 용기의 메달, 기타 인도주의 및 사회 분야에서 인정받은 상을 수상한 사람들이었다. 이해 당사자인 베트남이나 미국은 25 명의 패널 가운데 직접적인 대표자를 두지 않았지만, 패널 일부는 미국 시민권자였다.
30명 이상의 사람이 이 법정에서 증언하거나 정보를 제공하였고 그 가운데에는 미국 군인과 배트남 측 사람도 있었다. 법정 개최를 위한 기금은 러셀이 세계 여러 지역에서 모금하였는데 그 가운데는 러셀이 호찌민에게 요청한 거액의 기금도 있었다.
제2차 러셀 법정은 라틴 아메리카의 상황을 조사하기 위한 것으로 브라질(1974년), 브뤼셀(1975년), 로마 (1976년)에서 세 차례 개최되었고 브라질과 칠레의 독재가 저지른 인권 침해를 주로 다루었다.

## 법정 패널
- 볼프강 아벤트로트 - 마르부트크 대학교 정치학 교수
- 타리크 알리 - 영국의 기자 겸 정치 활동가
- 귄터 안데르스 - 독일의 작가 겸 철학자
- 메흐멧 알리 아이바르 - 국제 변호사, 터키 의회 의원, 터키 노동자당 당수
- A. J. 에이어 - 영국의 철학자 겸 논리학자
- 제임스 볼드윈 - 미국의 흑인 작가
- 레일로 바소 - 국제 변호사, 이탈리아 의회 부의장 겸 외교위 위원, 로마 대학교 교수, 프롤레타리아 연합 이탈리아 사회당 대표
- 훌리오 코르타사르 - 아르헨티나의 작가
- 라사로 카르데나스 델 리오 - 멕시코 전 대통령
- 스토클리 카마이클 - 미국의 민권 운동가, 학생 비폭력 조정위원회 회장
- 로렌스 데일리 - 영국 국립 광산 노동조합 연합 사무총장
- 시몬 드 보부아르 - 프랑스 작가 겸 철학자
- 블라디미르 데디예르 - 역사학자, 러셀 법정 위원장
- 데이비드 델린저 - 미국 평화주의 활동가 겸 언론인
- 아이작 도이처 - 독일 역사가
- 미구엘 앙겔 에스텔라 - 유네스코 대사
- 하이카 그로스만 - 이스라엘 자유주의 활동가, 법학자
- 지젤 알리미 - 프랑스 변호사 , 알제리 무장 독립운동가이자 프랑스의 알제리 지배를 비판한 책을 출간한 자밀라 보히레의 변호사
- 아마도 V. 에르난데스 - 필리핀 시인 겸 정치인, 필리핀 민주노동당 의장, 필리핀 전국작가기구 회장
- 멜바 에르난데스 - 쿠바-베트남 우정협회 회장
- 마흐무드 알리 카슈미르 - 파키스탄 국회의원, 파키스탄 대법원 대법관
- 사라 리드만 - 스웨덴 작가
- 긴주 모리카와 - 일본 변호사, 일본 자유인권협회 부회장
- 칼 오글리즈비- 미국 극작가 겸 정치평론가, 전 민주사회학생회 대표
- 버트런드 러셀 - 법정 명예 회장,, 평화운동가, 철학자, 수학자
- 사카타 쇼이치 - 일본 물리학자 겸 교수
- 장폴 사르트르 - 프랑스 철학자 겸 작가, 정치 운동가
- 로랑 슈바르츠 - 파리 대학교 수학 교수.
- 앨리스 워커 - 미국 작가 겸 활동가
- 피터 바이스 - 독일 극작가, 소설가, 실험 영화 감독

## 목표
러셀 법정의 목표는 다음과 같다.
우리는 제재를 부과할 권한이 없더라도 다음과 같은 질문의 답변을 구해야 하기에 법정을 구성한다.
1. 미국 정부(및 호주, 뉴질랜드, 대한민국 정부)는 국제법에서 규정하는 침략 행위를 저지른 적이 있는가?
2. 미군은 전쟁법이 금지 또는 규제하는 신무기를 사용하거나 실험하였는가?
3. 병원, 학교, 의료시설, 댐 등의 순수한 민간 대상물에 대한 폭격이 있었나?
4. 베트남 수감자들은 전쟁법이 금지하는 비인도적인 처우, 특히 고문 또는 신체 장애를 유발하는 학대를 겪었나? 정당하지 않은 민간인 처형, 특히 보복을 목적으로 하는 인질 처형이 있었나?
5. 강제 노동 수용소 설치, 인구 추방, 집단 살해와 같은 행위가 있었는지, 그렇다면 이는 법적으로 학살에 해당하는 지 정의할 수 있는가?

베트남인, 캄보디아인, 미국인을 포함한 전쟁에 참여한 사람들의 증언, 증거 제시, 탄원 등을 수집하여:
"이 법정은 여타의 출처나 당사자가 제출할 수 있는 모든 증거를 조사 할 것이다. 증거는 구두 또는 문서 형식 일 수 있다. 이 법정의 목적과 관련된 모든 증거는 어떠한 것도 거부되지 않는다. . . . 남베트남민족해방전선과 베트남 민주 공화국 정부는 우리에게 협력을 보장했다. . . 캄보디아의 수장 시아누크 왕자도 이와 비슷한 도움을 제공했다. . . 우리는 미국 정부가 증거를 제시하도록 권유한다. . . 우리의 목적은 두려움이나 호의에 기대지 않고 전쟁에 대한 완전한 진실을 확립하는 것이다. 우리는 우리의 노력이 세계의 정의, 평화의 재건, 억압 된 사람들의 해방에 기여할 수 있기를 진심으로 희망한다. "

## 법정에 제시된 증거
스톡홀름에서 열린 첫 법정 세션에서 다음 증인들의 증언과 증거 제시가 있었다.
- 펜실베이니아 대학교 역사학자 게이브리얼 콜로 교수[5]
- 장 체스니[6]
- 찰스 포르니어, 미국 민권 변호사[7]

## 평결과 주문
법정은 다음과 같이 평결하였다.
1. 미국 정부(및 호주, 뉴질랜드, 한국 정부)는 국제법에서 규정하는 침략 행위를 저지른 적이 있는가? 
 예 (만장일치) 

2. 병원, 학교, 의료시설, 댐 등의 순수한 민간 대상물에 대한 폭격이 있었나? 
 예 (만장일치) 
 우리는 미국의 정부와 군대가 민간인, 거주지, 마을, 댐, 제방, 의료 시설, 나환자 거주지, 학교, 교회, 탑, 역시 및 문화 기념물을 포함한 민간 대상물을 의도적이고 체계적이며 대규모의 공격을 감행한 점에 대한 유죄를 인정한다. 우리는 미국 정부가 캄보디아의 주권과 중립 선언, 영토 보전을 반복적으로 위반하고 일부 캄보디아 도시와 마을에서 민간인 집단을 공격한 것에 대해 유죄임을 만장일치로 인정한다. 

3. 오스트레일리아, 뉴질랜드 및 대한민국 정부는 미국 정부가 범한 국제법에 위배되는 베트남 공격에 대해 공동의 책임이 있는가? 
 예 (만장일치) 
 태국 정부와 다른 국가의 정부 역시 베트남과 그에 속한 사람에 대한 공격 및 기타 범죄 행위에 공동의 책임이 있다는 의문도 제기된다. 본 세션에서는 이에 대한 조사를 할 수 없었기에 다음 세션에서 법적 측면을 조사하고 모든 사실에 대한 증거를 구하고자 한다.
4. 태국 정부는 미국정부의 베트남에 대한 국제법상 위법적인 공격에 공동 책임이 있는가?
 예 (만장일치) 

5. 필리핀 정부는 미국정부의 베트남에 대한 국제법상 위법적인 공격에 공동 책임이 있는가?
 예 (만장일치) 

6. 일본 정부는 미국정부의 베트남에 대한 국제법상 위법적인 공격에 공동 책임이 있는가?
 예 (찬성 8 반대 3) 반대 투표 3 명의 의견은 일본 정부가 미국 정부에 상당한 도움을 주었음은 인정되지만 침략 범죄를 공모하였다고 보기는 어렵다고 판단한다. 

7. 미국 정부는 라오스에 대해 국제법에 규정된 위법적인 공격을 저지른 적이 있는가? 
예 (만장일치)

8. 미국의 군대는 전쟁법에 의해 금지 된 무기를 사용하거나 실험하였는가? 
예 (만장일치)

9. 미국 군대에 의해 사로잡힌 포로들이 전쟁법에 의해 금지 된 대우를 받았는가? 
예 (만장일치)

10. 미국 군대가 민간인에게 국제법에 의해 금지 된 비인도적인 처우를 하였는가? 
예 (만장일치)

11. 미국 정부는 베트남 국민에게 벌어진 대량 학살에 대해 유죄인가? 
예 (만장일치)

미라이 학살은 1969년 버트란트 러셀 평화 재단이 시민조사위원회를 구성하는 계기가 되었다. 이 청문회는 미국의 여러 도시에서 열렸으며 결국 시민조사위원회가 후원하는 전국 참전군인 조사와 베트남 참전군인 반전 모임이 후원하는 겨울 군인 조사의 토대가 되었다.

## 평결 이유

### 평결 11: 대량 학살
프랑스 출신 미국 언론가 존 게라시는 법정의 수사관으로서 미국이 베트남의 병원, 학교 및 기타 민간 대상을 폭격하고 있다고 기록했다. 그는 미국 전쟁 범죄에 대한 직접적인 증거를 제공하였다. 그의 책은 미국이 벌이고 있는 잔학 행위에 대한 많은 실례를 제공하고 민간인 학살이 이루어 지고 있다고 폭로하여 법정이 이와 관련한 문서의 폭로를 이어가는 동기를 부여하였다.
장폴 사르트르는 몇 가지 이유를 들어 민간인 학살에 대한 미국의 유죄를 평결하였으며, 미국 지도자들의 행동보다는 의도를 문제로 삼았다. 샤르트르는 "특히 미국 정부가 베트남 전쟁에서 대량 학살의 의도가 있었는지 이해해야 한다. 1948년 협약 제2조는 의도가 있는 지에 따라 대량 학살을 정의하고있다" 고 하면서 "최근에 딘 러스크가 말하길 '우리(미국)는 스스로를 방어하고 있다 …… 사이공에서 위험에 처한 것은 미국이며, 이것은 중국의 공산주의자들이 자신들의 확장을 목표로 삼아 주요 장애물을 포위하려는 것으로 제1의 목표가 군사적이라는 것을 의미한다. 따라서 그들이 동남아시아를 벗어나지 못하게 할 것이다. 미국은 태국에 병력을 투입하여 라오스의 일부를 통제하고 캄보디아를 공격하려한다. 그러나 3천 1백만 명의 사람들로 결속된 자유 베트남을 미국이 직면해야 한다면 이러한 정복은 쓸모가 없을 것'이라고 발언한 바 있고, 또한 이러한 시각에서 보면 다음의 세 가지 사실이 드러나게 되는데 (1)미국 정부는 기반과 사례를 원한다. (2)이러한 팍스 아메리카나를 베트남에 정착시키기 위해서는 베트남 국민들의 저항보다 더 큰 어떠한 장애물이라도 청산해야 달성될 수 있다 (3)두 번째의 달성을 위해서 미국은 적어도 부분적으로라도 몰살을 달성해야 한다. "고 주장했다.

## 후속 법정
러셀 법정은 폐회식에서 3개의 새 기관, 인권과 자유를 위한 국제 재단, 인권과 자유를 위한 국제 연맹, 영구적인 인민법정을 창립하였다.
영구 인민법정은 1979년 6월 23일 볼로냐에서 설립되었다. 1984년 4월 즈음 법정은 서사하라와 에리트레아에 대한 두 가지 권고안을 발표했으며, 1983년 1월 마드리드에서 8개의 세션(아르헨티나, 필리핀, 엘살바도르, 아프가니스탄 I 및 II, 동티모르, 자이레 및 과테말라)을 열었다.

## 비판
러셀 법정이 남베트남 민족해방전선(이른바 베트콩)에 의해 저질러진 전쟁 범죄는 조사하지 않았다는 비판이 있다. 법정에 함께 참여한 랄프 쇠만은 "러셀 경은 이에 대해 나치에 대항하여 봉기한 바르샤바 게토의 유대인들에 대해서 보다 더 생각하지는 않았다."고 비판하였다. 남베트남 민족해방전선의 전쟁 범죄는 상대적으로 가볍거나 어쩔 수 없는 일로 파악하고 있었다는 비판이다.

## 같이 보기
- 캥거루 재판
- 미라이 대학살
- 미국이 저지른 전쟁 범죄
- 여성국제전범법정

## 참고 문헌
- Against The Crime of Silence: Proceedings of the Russell International War Crimes Tribunal, edited by J. Duffett, O'Hare Books, New York, 1968.
- Radical Son: A Generational Odyssey, by David Horowitz, Free Press, New York, 1997.
- War Crimes in Vietnam, by Bertrand Russell, 1967, see Postscript.
- North Vietnam: A Documentary, by John Gerassi, Allen & Unwin, London, 1968.
- Russelltribunalen. Directed by Staffan Lamm. 2003/2004.

- Crime and Global Justice: The Dynamics of International Punishment, by Daniele Archibugi and Alice Pease, Polity Press, Cambridge, 2018. ISBN 978-1509512621ISBN 978-1509512621